# Адриан (имя)
Адриа́н — мужское имя латинского происхождения (Hadrianus, букв. «уроженец Адрии»).
Редкая русская форма — Андриан, Андреян. Итальянская — Адриано.
Имеет женскую форму — Адриана.

## Значение
Первым и наиболее известным носителем этого имени был римский император II века н. э. Публий Элий Траян Адриан, вошедший в историю как просто «Адриан».
Это имя было частью его родового прозвания. Элии Адрианы происходили из итальянской области Адрия (современное Атри), по которой также названо и Адриатическое море.
Адрия (Ἀδρίας) изначально была иллирийским поселением на берегу ныне исчезнувшей реки Адрия (в дельте реки По). Считается, что этот топоним происходит от иллирийского слова adur («вода, море»).

## Именины
Наиболее почитаемым святым этого имени является раннехристианский мученик Адриан Никомедийский.
Список святых с этим именем см.: Святой Адриан.
- Православные (даты даны по григорианскому календарю)[5]: 16 февраля, 18 марта, 17 апреля, 30 апреля, 18 мая, 21 мая, 30 мая, 5 июня, 8 сентября, 14 ноября, 2 декабря
- Католические: 9 января, 1 марта[6], 4 марта[7], 5 марта[8], 19 марта[9], 8 июля, 8 сентября